# Pierre Dubois (légiste)
Pour les articles homonymes, voir Dubois et Pierre Dubois.
Pierre Dubois (c. 1255 – ap. 1321) est un légiste normand et un des avocats de la cause royale du temps de Philippe IV le Bel. Après des études à l'université de Paris, où il suivit sans doute l'enseignement de Thomas d'Aquin et Siger de Brabant, il fut avocat du Roi dans le bailliage de Coutances pour les affaires ecclésiastiques. Il a laissé plusieurs écrits soutenant sa vision de la politique.
L'homme était connu de Jean du Tillet au XVIe siècle et de Pierre Dupuy au XVIIe siècle mais resta oublié jusqu'au milieu du XIXe siècle quand son histoire fut reconstruite à partir de ses travaux par Charles-Victor Langlois et Ernest Renan. Les deux principaux traités de Pierre Dubois ont été édités et traduits en français en 2019.

## Les traités de Pierre Dubois
Dans plusieurs traités, Pierre Dubois théorise la suprématie du roi de France à l'intérieur du royaume et la légitimité de son hégémonie à l'extérieur de celui-ci.

### Discussion entre un clerc et un chevalier
Dans ce libelle anti-pontifical, qui fait suite à la réponse cinglante du pape Boniface VIII au roi de France Philippe IV le Bel par rapport à la décime dans la bulle Clericis laicos (25 février 1296), Pierre Dubois se prononce sur le droit du roi à taxer le clergé.

### De l'abrègement des procès(1300)
En 1300, dans son traité De l'abrègement des procès, il dédie à Philippe IV le Bel un art d'assurer la concorde entre les hommes et les princes : il souhaite éliminer les deux fléaux que sont les guerres et les procès et insiste sur le fait qu'au temporel le roi de France n'a pas de supérieur. De ce fait, Pierre Dubois insiste sur l'idée que le Pape ne doit jamais être appelé à régler ces conflits, au risque d'avouer la supériorité juridique de ce dernier sur le roi.

### Supplication du peuple de France au roi contre le pape Boniface(1302)
Il défendit Philippe IV le Bel contre le pape Boniface VIII à plusieurs occasions. Ainsi, lorsque le roi convoqua une assemblée de prélats, de docteurs, de barons et de représentants du peuple en sa présence le 10 avril 1302, Pierre Dubois, qui était un des délégués de cette assemblée et représentait Coutances, offrit au roi un libelle réfutant les prétentions du pape. Au-delà de la valeur de l'argumentation de sa Supplication du peuple de France au roi contre le pape Boniface, le fait significatif est le passage d'une défense des intérêts de l'État à une véritable offensive contre la papauté : 
- pour ses prétentions le pape devait être tenu pour hérétique ;
- les papes doivent être pauvres pour être saints, car ce n'est pas l'orgueil et l'avidité qui permettent de gagner le Ciel ;
- le roi de France n'est pas l'ennemi de l'Eglise, il en est contre un pape indigne le défenseur.

### De la récupération de la Terre-Sainte(1307)
Dans son traité De Recuperatione Terrae Sanctae (« De la récupération de la Terre-Sainte »), composé entre 1305 et 1307, Pierre Dubois prend acte de la réconciliation entre le roi et le pape. Son traité est un catalogue détaillant les mesures à prendre pour faire de la Chrétienté une sorte d'empire constantinien dont le Capétien serait le maître .
Il s'oppose à l'idée de faire entièrement confiance aux locaux, qu'il désigne comme étrangers, barbares aux yeux des français, pour mener la conversion des peuples en Terre-Sainte.

### Pour le fait de la Terre-Sainte(1308)
À l'occasion de la mort d'Albert d'Autriche, Pierre Dubois fait parvenir au roi en 1308 un mémoire dans lequel il l'engage à se faire proclamer empereur par le pape Clément V. Peu après, il rédige une Opinion dans laquelle il suggère au roi d'acquérir pour le compte de son deuxième fils les royaumes de Jérusalem et de Chypre ou plutôt ce qu'il en reste.

## Synthèse des idées de Pierre Dubois
Le but de la construction politique de Pierre Dubois est la prééminence du Capétien pour pacifier la Chrétienté afin et faire triompher l'idéal de la Croisade. Pierre Dubois développe dans cette optique certaines idées-forces.
- La Croisade justifie la condamnation et la mise sous tutelle de ceux dont les rébellions ou les luttes intestines retardent l'entreprise. Doivent être condamnés et ramenés à la raison : les Flamands, les villes gibelines de Lombardie, les cités toscanes, les grands ports italiens qui se font concurrence comme Gênes, Pise ou Venise, les princes allemands incapables d'élire un empereur et de lui obéir.
- Pour favoriser le rapprochement des églises d'orient et de l'église latine, Pierre Dubois prône le développement de l'étude du grec et des langues orientales[7].
- La paix au sein de la Chrétienté, condition nécessaire de la Croisade, ne peut procéder que d'un arbitrage international qui ne peut procéder que de la convocation d'un concile comme l'a prouvé l'échec de Boniface VIII, concile qui pourrait être réuni à Toulouse.
- Ceux qui enfreindraient l'interdiction des guerres seraient déportés en Terre-Sainte où les pécheurs se rachèteraient en peuplant la nouvelle conquête[8].
- Plusieurs Etats européens doivent avoir le roi de France pour suzerain effectif :
  - le royaume de Naples dont on aidera le roi angevin à conquérir la Hongrie ;
  - le royaume de Castille sur lequel régnera l'infant Alphonse, petit-fils de saint Louis ;
  - toutes les villes italiennes ;
  - les États dont le Pape est nominalement le suzerain à savoir : les royaumes d'Aragon, de Sicile, d'Angleterre (le pape perdant les Etats pontificaux qui iront au roi de France et se voyant attribué une pension généreuse, ne sera ainsi plus détourné des questions spirituelles par les questions temporelles).
- Pour financer la Croisade, Pierre Dubois propose la confiscation des temporels des évêchés et des monastères.
- Les ordres de chevalerie seront fusionnés[9] et réorientés vers leur raison d'être : la défense ou la reconquête des lieux-Saints.
- Afin de mettre un terme aux guerres ravageant l'Allemagne, Pierre Dubois prône l'hérédité de la dignité impériale dépouillée de toute dimension universelle et non allemande au sein de la Maison de Habsbourg[9], même si sa pensée évolue et qu'il songe au transfert de celle-ci au roi de France ou à un prince capétien.
- Afin de garantir une bonne entente familiale au sein de la Chrétienté, les enfants de la famille impériale, seront élevés comme les princes de Castille, d'Aragon, de Sicile ou de Hongrie à la cour de France.
- L'Europe ainsi unie sous l'autorité du roi français, celui-ci pourrait s'emparer de Constantinople, en devenir l'empereur et en faire un bastion contre l'Islam.
- Enfin, une cour internationale de justice devrait être établie pour régler les différends entre les nations et un interdit économique devrait être déclaré contre toute puissance chrétienne qui ferait la guerre à une autre puissance chrétienne.

### Sources
- Pierre DUBOIS, De la reconquête de la Terre Sainte et De l’abrègement des guerres et procès du royaume des francs, intro., éd. et trad. Marianne SAGHY, Alexis LEONAS et Pierre-Anne FORCADET, Paris, Les Belles Lettres, 2019.
- Article d'Ernest Renan dans Hist. lat. de la France, vol. XXVI pp. 471-536
- Pierre Dupuy Histoire de la condamnation ... des Templiers (Bruxelles, 1713) et Histoire du différend entre le pape Boniface VIII et Philippe le Bel (Paris 1655) et Notices et extraits de manuscrits, vol. XX
- (en) « Pierre Dubois (légiste) », dans Encyclopædia Britannica [détail de l’édition], 1911 (lire sur Wikisource).
- (en) Will Durant, The Reformation, A History of European Civilization from Wylcliff to Calvin : 1300-1564, Simon and Schuster, 1957, New York, P251
- Pierre Dubois sur l'encyclopédie Universalis

- (en) Cet article est partiellement ou en totalité issu de l’article de Wikipédia en anglais intitulé « Pierre Dubois » (voir la liste des auteurs).
- P.-A. Forcadet, « Pierre Dubois : conseiller de Philippe Le Bel en matière politique et militaire», L’armée, la paix, la guerre, journées de la société d’histoire du droit, éd. J. J. de Los Mozos Touya, Valladolid, 2009, p. 209-228.